# 腰越状

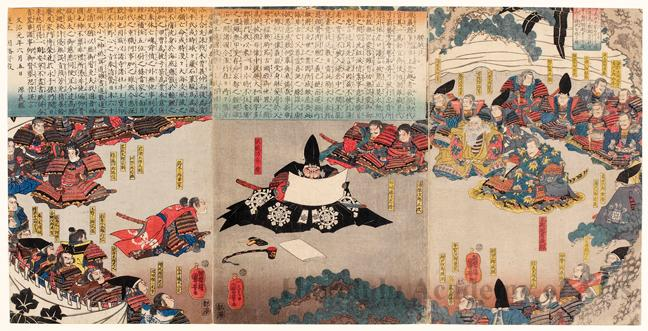
歌川国芳『腰越状』

腰越状（こしごえじょう）とは、源義経が兄の源頼朝に宛てて認めたとされる手紙。元暦2年5月24日（1185年6月23日）、義経が頼朝の怒りを買い、鎌倉入りを止められて腰越に留まっていたとき、満福寺で心情を綴ったものと伝えられる。この手紙は公文所別当大江広元宛てに書かれ、頼朝へ取り次いでもらったとされるものの、結局義経は鎌倉入りを許されず京都へ引き返すこととなったとされる。
明治時代初期まで、手習いの教科書として用いられた。

## 本文
以下は『吾妻鏡』巻4からの現代訳。原文は和様漢文体。

## 研究
研究では腰越状を掲載している『吾妻鏡』の記述に多くの疑問が指摘され、義経が本当に腰越で留め置かれたのかという事実関係を含め、腰越状の真偽が問われている。
延慶本および長門本の『平家物語』や『源平盛衰記』によれば義経は一旦鎌倉に入って頼朝と対面した後に京に戻ったとされており、『愚管抄』にも義経は鎌倉の館に赴き、京に戻ってきた頃から頼朝に背く心を抱いたとあることから、義経が鎌倉入りを許されなかったというのは『吾妻鏡』の誤伝または曲筆であり、実際には義経は鎌倉入りしているとの説が有力である。また『吾妻鏡』で義経が腰越にいたと記されているのは5月24日のみで、その前後の5月15日と6月9日の記事では30kmほど西の酒匂駅にいたとあり、これは腰越状の伝承を挿入する形で編集されたために生じた錯誤と考えられる。
頼朝の親族への冷酷さを強調する『吾妻鏡』編纂者による捏造の可能性も指摘されている。一方で、功を誇り頼朝の仕打ちを嘆き、肉親の情に訴えるさまは一次史料である『玉葉』などに残された義経の発言と一致するものがあり、当時の切々たる義経の心情をよく表したものと言えるとする説も一部にあり、腰越状の史料的評価は分かれている。
腰越状については、頼朝との関係に関する記述について、以下の説がある。
元木泰雄は、一ノ谷合戦後に義経が無断で検非違使に任官したことが頼朝の怒りを招いたわけではなく、また壇ノ浦合戦後に義経が鎌倉に向かったときにすでに両者の関係が完全に破綻していたわけでもなく、義経が京に戻った後、平氏討滅の恩賞として伊予守に推挙されたにもかかわらず、検非違使にも留任して鎌倉への帰還を拒んだ時点で両者の仲は決定的に破綻したとしている。
呉座勇一もこれを支持し、頼朝による配下の武将に対する粛清はすべて鎌倉で行われていることから見て、義経の腰越到着時にすでに頼朝との関係が破綻していたのなら頼朝は義経を京に返さずただちに拘束したはずであり、謀反を起こす可能性がある者を放置するほど頼朝は甘くないとし、河内祥輔が唱える、後白河に打撃を与えるためにあえて義経を自由の身にし、京で支援を得させ反乱を起こさせるよう仕向けたとする説に関しては、義経の挙兵が失敗した結果をあらかじめ頼朝が予想していたと考えるもので、勝利者はすべてを見通し他者を操っていたと見る陰謀論の典型的な考え方として支持せず、平氏を滅亡に追い込んだ義経の武名はあなどりがたく、この時点で挙兵された場合、確実に鎮圧できる自信があったとは思われないとする。両者の亀裂のきっかけとなったとされる検非違使任官についても、実際には無断任官だったのではなく頼朝の同意を得ていたことを指摘し、義経の祖父源為義でさえ就任できた検非違使を、義経が「源氏一門の名誉になると思った」と頼朝に弁解するのも不自然とする。関係悪化は平氏に対する構想の違いからであり、頼朝は殲滅ではなく補給路を断った上での持久戦による降伏を考えており、安徳天皇を京に帰還させ三種の神器とともに後白河法皇に対する政治的取り引きに使う予定だったとする。頼朝が平氏追討の恩賞として当時受領の最高峰だった伊予守を与えたのも、通常は検非違使と同時兼任できないことから暗に京から離れ鎌倉に帰還せよとの意思を伝えたものであり、結果的に検非違使と受領を同時に兼任できたのは、後白河法皇によるもので、義経を鎌倉から独立した独自の武力として活用しようとしたことに起因している。義経が検非違使を兼任し、京に留まり続け頼朝による鎌倉召還を拒んだことで両者の仲は決定的に破綻したと推論している。